# Fargues-sur-Ourbise
Fargues-sur-Ourbise is een gemeente in het Franse departement Lot-et-Garonne (regio Nouvelle-Aquitaine) en telt 356 inwoners (2004). De plaats maakt deel uit van het arrondissement Nérac.

## Geografie
De oppervlakte van Fargues-sur-Ourbise bedraagt 47,2 km², de bevolkingsdichtheid is 7,5 inwoners per km².
De onderstaande kaart toont de ligging van Fargues-sur-Ourbise met de belangrijkste infrastructuur en aangrenzende gemeenten.

## Demografie
Onderstaande figuur toont het verloop van het inwonertal (bron: INSEE-tellingen).